# オアクラ

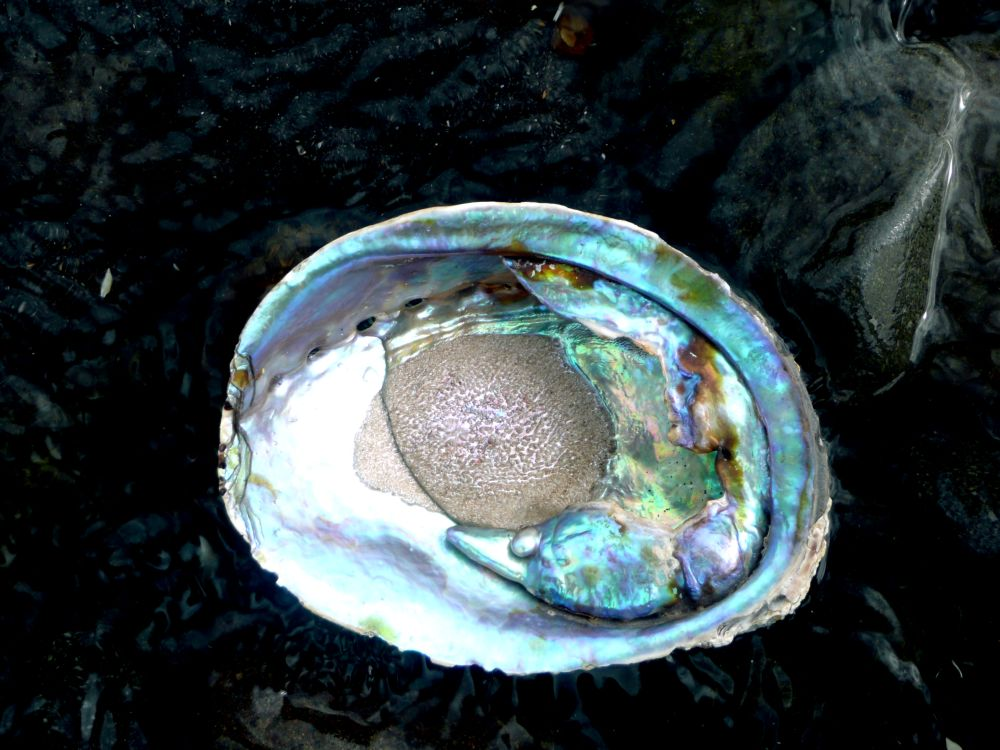
オアクラのアワビ

オアクラ (英: Oakura) は、ニュージーランドの北島のタラナキ地方北西部にある小さな田舎町で、ニュープリマスから約15km内陸に位置する。オカトからの距離は12kmとなる。町の人口は、2006年において1,359人であった。